# Idaho Falls
Idaho Falls es una ciudad ubicada en el condado de Bonneville en el estado estadounidense de Idaho. En el año 2010 tenía una población de 56.813 habitantes y una densidad poblacional de 1262,51 personas por km². Se encuentra sobre el curso alto del río Snake, afluente del río Columbia.

## Geografía

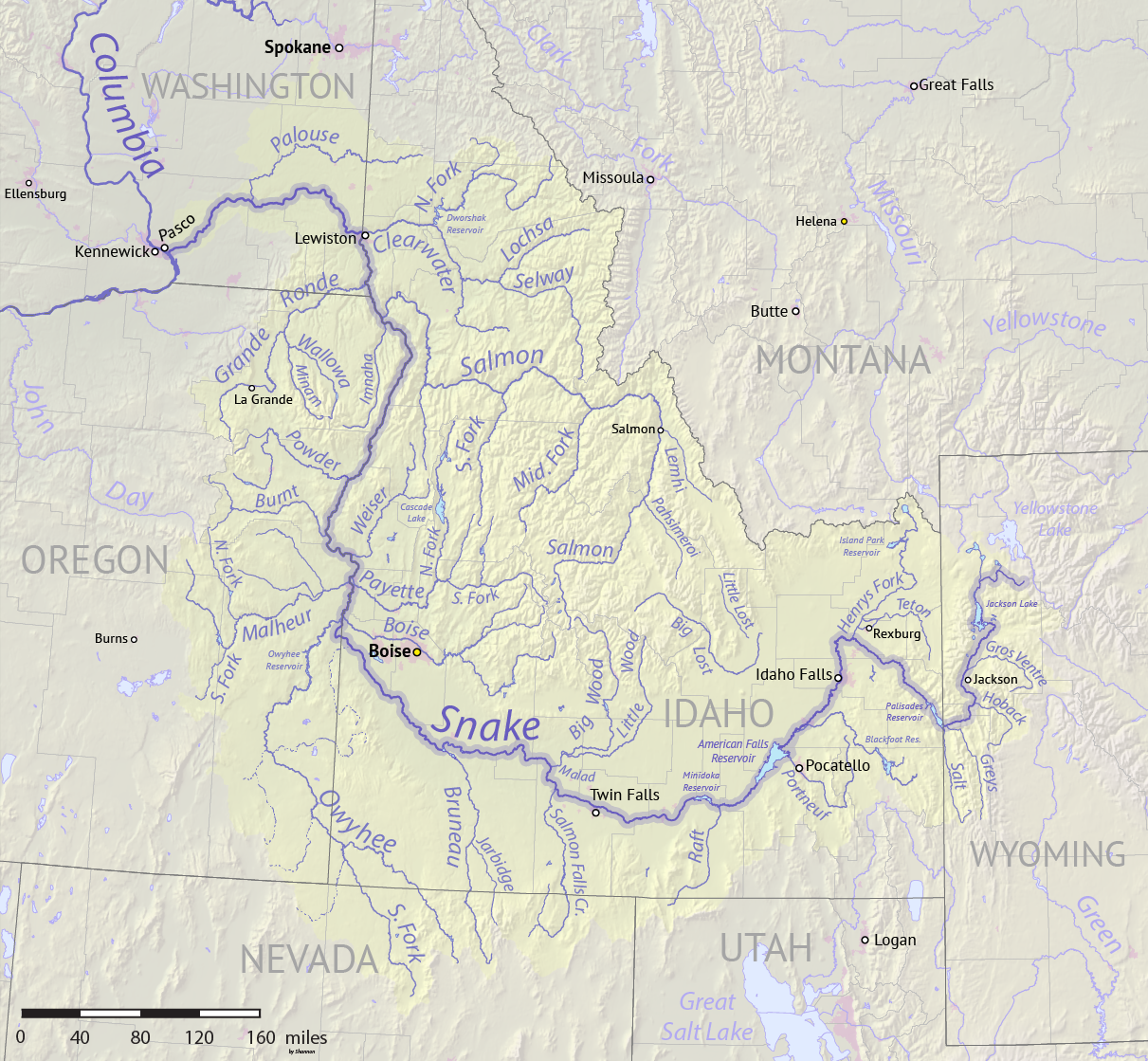
Mapa del río Snake donde aparece Idaho Falls sobre el curso alto del río, a la derecha

Idaho Falls se encuentra ubicado en las coordenadas 43°29′30″N 112°1′57″O / 43.49167, -112.03250. Según la Oficina del Censo, la localidad tiene un área total de 45 km² (17,4 mi²), de la cual 44,2 km² (17,1 mi²) es tierra y 0,8 km² (0,3 mi²) (1.67%) es agua.

### Clima
| Parámetros climáticos promedio de Idaho Falls, Idaho (Idaho Falls Regional Airport), normales 1991–2020, extremos 1948–presente | Parámetros climáticos promedio de Idaho Falls, Idaho (Idaho Falls Regional Airport), normales 1991–2020, extremos 1948–presente | Parámetros climáticos promedio de Idaho Falls, Idaho (Idaho Falls Regional Airport), normales 1991–2020, extremos 1948–presente | Parámetros climáticos promedio de Idaho Falls, Idaho (Idaho Falls Regional Airport), normales 1991–2020, extremos 1948–presente | Parámetros climáticos promedio de Idaho Falls, Idaho (Idaho Falls Regional Airport), normales 1991–2020, extremos 1948–presente | Parámetros climáticos promedio de Idaho Falls, Idaho (Idaho Falls Regional Airport), normales 1991–2020, extremos 1948–presente | Parámetros climáticos promedio de Idaho Falls, Idaho (Idaho Falls Regional Airport), normales 1991–2020, extremos 1948–presente | Parámetros climáticos promedio de Idaho Falls, Idaho (Idaho Falls Regional Airport), normales 1991–2020, extremos 1948–presente | Parámetros climáticos promedio de Idaho Falls, Idaho (Idaho Falls Regional Airport), normales 1991–2020, extremos 1948–presente | Parámetros climáticos promedio de Idaho Falls, Idaho (Idaho Falls Regional Airport), normales 1991–2020, extremos 1948–presente | Parámetros climáticos promedio de Idaho Falls, Idaho (Idaho Falls Regional Airport), normales 1991–2020, extremos 1948–presente | Parámetros climáticos promedio de Idaho Falls, Idaho (Idaho Falls Regional Airport), normales 1991–2020, extremos 1948–presente | Parámetros climáticos promedio de Idaho Falls, Idaho (Idaho Falls Regional Airport), normales 1991–2020, extremos 1948–presente | Parámetros climáticos promedio de Idaho Falls, Idaho (Idaho Falls Regional Airport), normales 1991–2020, extremos 1948–presente |
| Mes | Ene. | Feb. | Mar. | Abr. | May. | Jun. | Jul. | Ago. | Sep. | Oct. | Nov. | Dic. | Anual |
| --- | --- | --- | --- | --- | --- | --- | --- | --- | --- | --- | --- | --- | --- |
| Temp. máx. abs. (°C) | 13.9 | 16.7 | 22.8 | 30 | 34.4 | 38.9 | 38.3 | 37.8 | 37.8 | 31.1 | 21.7 | 14.4 | 38.9 |
| Temp. máx. media (°C) | -1.8 | 1.2 | 8.4 | 14.2 | 19.6 | 24.6 | 30.3 | 29.8 | 23.8 | 15.1 | 6.1 | -0.9 | 14.2 |
| Temp. media (°C) | -6.4 | -3.9 | 2.3 | 6.9 | 11.6 | 15.8 | 20 | 19.2 | 14.3 | 7.2 | 0.2 | -5.6 | 6.8 |
| Temp. mín. media (°C) | -11.1 | -9.1 | -3.7 | -0.3 | 3.6 | 7 | 9.6 | 8.6 | 4.8 | -0.7 | -5.6 | -10.3 | -0.6 |
| Temp. mín. abs. (°C) | -36.1 | -38.9 | -26.7 | -10.6 | -8.3 | -1.7 | 0.6 | -2.2 | -7.8 | -19.4 | -28.3 | -35 | -38.9 |
| Precipitación total (mm) | 17 | 14.2 | 20.6 | 26.2 | 39.9 | 27.7 | 11.7 | 15 | 24.6 | 22.4 | 16.8 | 19.8 | 255.8 |
| Nevadas (cm) | 14.7 | 17.3 | 8.9 | 5.8 | 1.5 | 0 | 0 | 0 | 0 | 2 | 18.3 | 25.1 | 93.7 |
| Días de precipitaciones (≥ 0.01 in)                                                                                             | 8.2 | 7.0 | 7.6 | 8.7 | 9.0 | 6.8 | 3.8 | 4.9 | 5.1 | 6.5 | 7.2 | 9.5 | 84.3 |
| Días de nevadas (≥ 0.1 in) | 7.7 | 7.4 | 3.8 | 2.1 | 0.8 | 0.0 | 0.0 | 0.0 | 0.0 | 0.6 | 7.5 | 8.7 | 38.6 |
| Fuente n.º 1: National Weather Service                                                                                          | | | | | | | | | | | | | |
| Fuente n.º 2: NOAA (nieve y días con nieve 1981–2010)                                                                           | | | | | | | | | | | | | |

## Demografía
En el 2000 la renta per cápita promedia del hogar era de $40,512, y el ingreso promedio para una familia era de $47,431. En 2000 los hombres tenían un ingreso per cápita de $39,082 contra $23,001 para las mujeres. El ingreso per cápita para la localidad era de $18,857. Alrededor del 10.9% de la población estaba bajo el umbral de pobreza nacional.